# Iliești (okręg Alba)
Iliești – wieś w Rumunii, w okręgu Alba, w gminie Întregalde. W 2011 roku liczyła 14 mieszkańców.